# Továrna automobilů Start

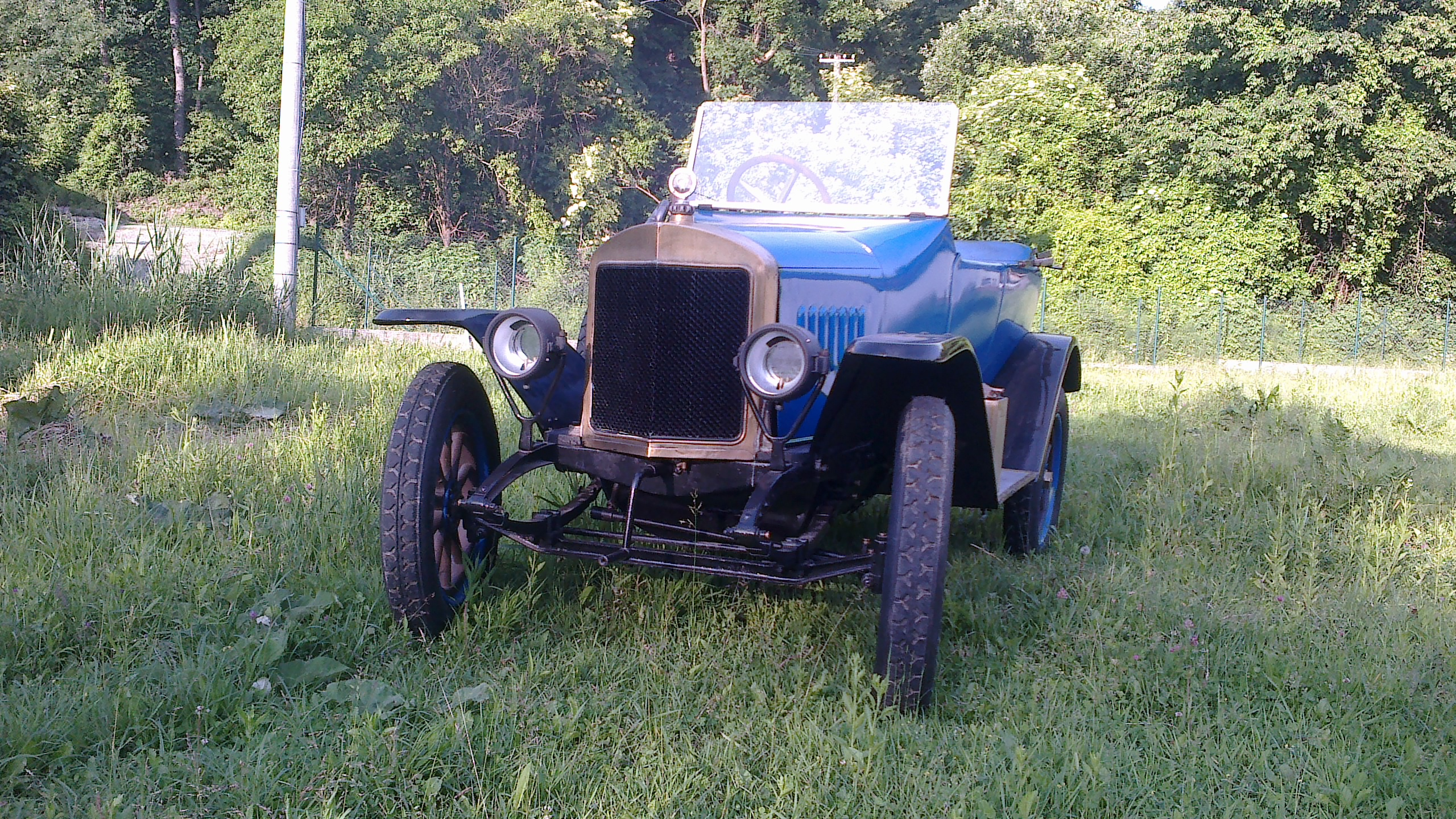
Start B von 1921

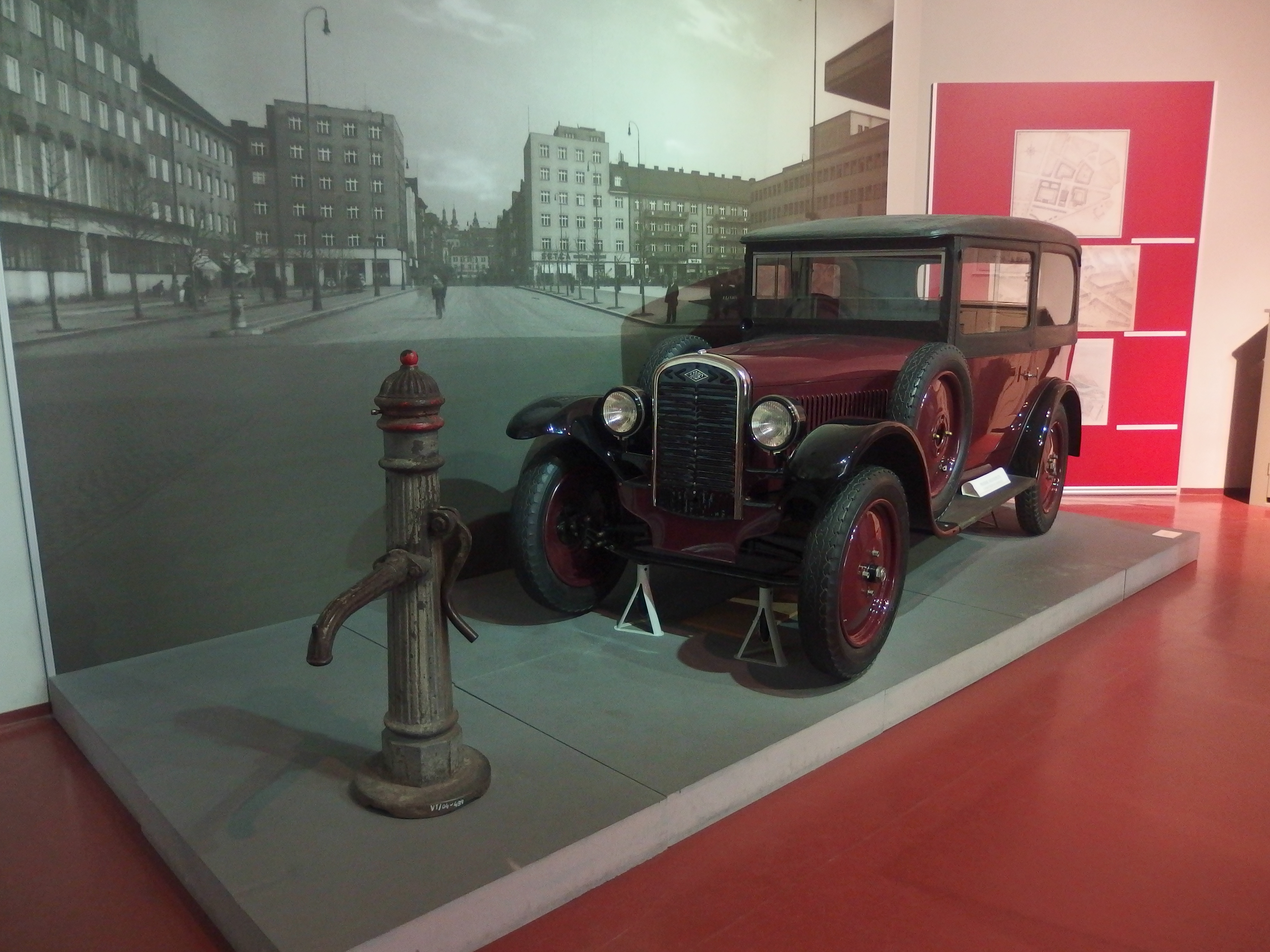
Start D 2 von 1930

Ing. Fr. Petrášek, Továrna automobilů Start, vorher Petrášek a Věchet, Továrna motorových automatů und František Petrášek a spol., war ein tschechoslowakischer Hersteller von Automobilen.

## Unternehmensgeschichte
František Petrášek (1877–1932) und Vojmír Věchet gründeten 1919 in Kukleny das Unternehmen Petrášek a Věchet, Továrna motorových automatů  und begannen mit der Entwicklung von Automobilen. Der Markenname sollte PAV oder Petrá lauten. Als die Fahrzeuge erstmals auf dem Prager Automobilsalon des Jahres 1921 präsentiert wurden, lautete der Markenname Start. 1922 erfolgte eine Umfirmierung in František Petrášek a spol. und der Umzug nach Hradec Králové. Ab 1924 lautete die Firma Ing. Fr. Petrášek, Továrna automobilů Start. 1931 endete die Produktion. Im Jahre 1932 waren in der Tschechoslowakei 158 Personenwagen und 24 Lieferwagen dieser Marke registriert.

## Fahrzeuge
Das erste Modell war der B. Er entsprach einem Modell von Továrna Automobilů Perfekt. Für den Antrieb sorgte ein wassergekühlter V2-Motor mit 1106 cm³ Hubraum. Der C verfügte über einen Vierzylindermotor mit 1460 cm³ Hubraum und 20 PS Leistung. Die Karosserie bot Platz für vier Personen. Beide Modelle hatten einen Leiterrahmen, Starrachsen, ein Dreiganggetriebe sowie Kolben aus Aluminium im Motor. Die Fahrzeuge wurden als Limousinen, Taxi und leichte Lieferwagen angeboten. 1926 folgte eine verbesserte Version des C.
Ebenfalls 1926 ergänzte der D 2 Baby das Angebot. Für den Antrieb sorgte ein luftgekühlter Zweizylindermotor mit 815 cm³ Hubraum. Zur Wahl standen offene und geschlossene Zwei-, Drei- und Viersitzer.
Der E 4 erschien im Herbst 1928. Ein wassergekühlter Vierzylindermotor mit 1453 cm³ Hubraum und 24 PS Leistung trieb das Fahrzeug an. 1929 wurde auf dem Prager Automobilsalon ein Modell mit einem luftgekühlten Vierzylindermotor mit 1000 cm³ Hubraum als Prototyp präsentiert.